# Thora Wigardh
Thora Alfhilda Evelina Wigardh, född Granström 7 juni 1860 i Göteborg, död där 13 oktober 1933, var en svensk gynekolog. 
Hon var dotter till tullförvaltaren Jan Otto Granström och Maria Elisabeth Wiliamson. 
Efter studier vid Kjellbergska flickskolan i Göteborg var hon lärare i fem år innan hon 1886 avlade mogenhetsexamen som privatist i Lund, blev medicine kandidat vid Karolinska institutet i Stockholm 1892 och medicine licentiat där 1897. 
Hon var praktiserande läkare i Göteborg från samma år och den första kvinnliga ledamoten i Göteborgs Läkaresällskap. Hon var också styrelseledamot i Föreningen för kvinnans politiska rösträtt från 1902 och känd som föreläsare i hygieniska och sociala ämnen. 
Hon gifte sig 1897 med medicine licentiat Pontus Erland Wigardh (1866–1907).
Doktor Wigardhs Gata på södra Guldheden i Göteborg är uppkallad efter henne.